# Seznam del Ivana Roba
Seznam del IvanaRoba.

### Izbrano delo
Pripovedna besedila
- Deseti brat
- Matajurski plazovi
- Zvezde vabijo
- Sonce me je poljubilo
- Akademik
- Profesor
- Sluga
- Življenje
- Primož Truber lubim Slovencom

Pesmi
- Domov
- Sanjajo mi rože
- Doma sem spet
- Na rokah te nosil bom
- Daj mi, draga, roko
- Katji
- Živeti hitiš
- Legla je noč
- Le še eno pomlad
- Čas prihaja ...
- Razpelo v gostilni
- Pekel ali Sprehod po rovih kemičnega inštituta
- Študentova vrnitev
- Zimska idila
- Talenti
- Žalostna komu neznana ...
- Idila
- Pivska glosa
- Ščipavcu na pot
- Fuči laja: hov, hov, hov ...
- Mladi stražarji (Himna stražarjev)
- Kdo je mar?
- Metamorfoza
- Sedem blagrov in eno gorje
- Za denar
- Sodobna pravljica
- Človeške duše ...
- Bogataš
- Iz ljubljanskih sonetov
- Pesem o toboganu
- Milijon
- Veseli poslanček
- Slovenska
- Sirota Milan
- Banjaluka
- Epigrami
- Pod goro ...
- Ptič Feniks
- Čigav je otrok?
- Zgodaj mojster se uči ...
- Sneguljčica in sedem škratov
- Mati zveza narodov
- Zimska idila
- Tožba zarjavele mine
- Mavrica
- V času modernem ...
- Mali oglasi
- Sodobni vzdihi
- Stari Pegaz

### Ostala dela
Pripovedna besedila
- Noč na Trnovem
- Onkraj zidu
- Poglavje iz "popotne dume"
- Mravljinci
- Joško
- O škodljivosti blaginje
- Jetika

Pesmi
- Hrast
- Vem le to
- Reklama

(COBISS)